# Temporada do Villarreal Club de Fútbol de 2015-16
O Villarreal Club de Fútbol, na temporada 2015-16, participou de três competições: La Liga, Copa del Rey e Liga Europa da UEFA.

## Temporada

### La Liga

#### Tabela da liga
| 23 agosto 2015 1 | Real Betis                                            | 1–1    | Villarreal                                    | Seville                                                                   |  |
| 22:30 (UTC+2)    | Bruno G. 26' · Cejudo 35' · Pezzella 50' · Castro 87' | Report | Soldado 31' · Castillejo 49' · Bruno S. 90+2' | Estádio: Benito Villamarín Público: 37,996 Árbitro: Iñaki Vicandi Garrido |  |

| 28 agosto 2015 2 | Villarreal                                    | 3–1    | Espanyol                                                                        | Villarreal                                                            |  |
| 20:30 (UTC+2)    | Soldado 67' · Bailly 85' · Bakambu 87', 90+3' | Report | Caicedo 5', 35' · Pau 19' · López 27' · Montañés 30' · Raillo 48' · Arbilla 55' | Estádio: El Madrigal Público: 16,722 Árbitro: Carlos Velasco Carballo |  |

| 13 setembro 2015 3 | Granada                          | 1–3    | Villarreal                                                                                 | Granada                                                          |  |
| 12:00 (UTC+2)      | Babin 11' · Lopes 65' · Rico 74' | Report | Pina 14' · Trigueros 49' · Bakambu 51' · Soldado 67' · Baily 81' · Areola 90' · Samu 90+1' | Estádio: Los Cármenes Público: 13,954 Árbitro: Jesús Gil Manzano |  |

| 20 setembro 2015 4 | Villarreal                                                                              | 3–1    | Athletic Bilbao                                               | Villarreal                                                      |  |
| 18:15 (UTC+2)      | Bruno 23', 42' (pen.) · Baptistão 44', 79' · Matías Nahuel 49' · Bailly 59' · Mario 66' | Report | Laporte 11' · Gurpegi 48' · Aduriz 64', 90+2' · De Marcos 87' | Estádio: El Madrigal Público: 19,832 Árbitro: Carlos Clos Gómez |  |

| 23 setembro 2015 5 | Málaga             | 0–1    | Villarreal                                             | Málaga                                                             |  |
| 18:15 (UTC+2)      | Recio 39' Boka 61' | Report | Dos Santos 17' · Bailly 67' · Tissone 71' · Suárez 79' | Estádio: La Rosaleda Público: 18,647 Árbitro: De Burgos Bengoetxea |  |

| 26 setembro 2015 6     | Villarreal                              | 1–0    | Atlético Madrid         | Villarreal                                                             |  |
| 20:30 CEST (UTC+02:00) | Baptistão 14' · Soldado 51' · Costa 84' | Report | Griezmann 41' Tiago 71' | Estádio: El Madrigal Público: 20,087 Árbitro: David Fernández Borbalán |  |

| 4 outubro 2015 7       | Levante                                                                  | 1–0    | Villarreal                                                | Valencia                                                               |  |
| 18:15 CEST (UTC+02:00) | Juanfran 19' · Morales 50' · Deyverson 83' · José Mari 84' · Rubén 90+2' | Report | Jokić Predefinição:Sentoff Costa 60' Soldado 84' Ruiz 87' | Estádio: Ciutat de València Público: 16,059 Árbitro: Álvarez Izquierdo |  |

| 18 outubro 2015 8      | Villarreal                                             | 1–2    | Celta Vigo                                                       | Villarreal                                                           |  |
| 12:00 CEST (UTC+02:00) | Bailly Predefinição:Sentoff · Suárez 67' · Soldado 71' | report | Fernández 36' · Gómez 37' · Orellana 41' · Wass 43' · Nolito 90' | Estádio: El Madrigal Público: 17,436 Árbitro: José González González |  |

| 25 outubro 2015 9      | Las Palmas | 0–0    | Villarreal              | Las Palmas                                                              |  |
| 16:00 CEST (UTC+02:00) | Bigas 63'  | Report | Samu 86' Rukavina 90+2' | Estádio: Gran Canaria Público: 18,517 Árbitro: Javier Estrada Fernández |  |

| 31 outubro 2015 10     | Villarreal                                                                       | 2–1    | Sevilla                                                | Villarreal                                                     |  |
| 18:15 CEST (UTC+02:00) | Bailly 10' · Mario 25' · Bakambu 32', 61' · Soldado 50' · Costa 82' · Ruiz 90+4' | Report | Iborra 29' · Rami 63' · Llorente 76' · Konoplyanka 87' | Estádio: El Madrigal Público: 16,730 Árbitro: Sánchez Martínez |  |

| 8 novembro 2015 11     | Barcelona                                                                             | 3–0    | Villarreal                     | Barcelona                                                    |  |
| 16:00 CEST (UTC+02:00) | Mathieu 27' · Iniesta 37' · Neymar 47', 60', 85' · Suárez 47', 70' (pen.) · Piqué 64' | Report | Mario 39' Costa 69' Bonera 72' | Estádio: Camp Nou Público: 72,109 Árbitro: Carlos Clos Gómez |  |

| 22 novembro 2015 12    | Villarreal                               | 1–1    | Eibar                                                                 | Villarreal                                                            |  |
| 16:00 CEST (UTC+02:00) | Costa 41', 85' · Soldado 44' · Mario 75' | Report | Enrich 27' · Keko Predefinição:Sentoff · Escalante 79' · García 90+3' | Estádio: El Madrigal Público: 15,788 Árbitro: Eduardo Prieto Iglesias |  |

| 29 novembro 2015 13 | Getafe                                                                  | 2–0    | Villarreal         | Getafe                                                                         |  |
| 12:00 CEST          | Lafita 17', 21' · Cala 34' · Vázquez 51' · J. Rodríguez 65' · Lacen 78' | Report | Ruiz 5' Bailly 85' | Estádio: Coliseum Alfonso Pérez Público: 5,903 Árbitro: José González González |  |

| 6 dezembro 2015 14 | Villarreal                        | 2–1    | Rayo Vallecano                                              | Villarreal                                                             |  |
| 16:00 CEST         | Dos Santos 35' · Bakambu 69', 86' | Report | Baena 33' · Jozabed 41' · Castro 60' · Miku 80' · Quini 88' | Estádio: El Madrigal Público: 16,101 Árbitro: Javier Estrada Fernández |  |

| 13 December 2015 15 | Villarreal                             | 1–0    | Real Madrid           | Villarreal                                                             |  |
| 20:30               | Soldado 8' · Bailly 72' · Suárez 90+2' | Report | Marcelo 31' Ramos 66' | Estádio: El Madrigal Público: 20,468 Árbitro: Alberto Undiano Mallenco |  |

| 20 December 2015 16 | Real Sociedad               | 0–2    | Villarreal                      | San Sebastián                                                    |  |
| 18:15               | Canales 39' I. Martínez 55' | Report | Suárez 27', 88' · Trigueros 73' | Estádio: Anoeta Público: 21,949 Árbitro: Carlos del Cerro Grande |  |

| 31 December 2015 17 | Villarreal              | 1–0    | Valencia                              | Villarreal                                                              |  |
| 16:00               | Bruno 64' · Soldado 68' | Report | Gomes 16' Barragán 45' Villalba 90+2' | Estádio: El Madrigal Público: 18,526 Árbitro: Alfonso Álvarez Izquierdo |  |

| 3 janeiro 2016 18 | Deportivo La Coruña                | 1–2    | Villarreal                                                    | A Coruña                                                          |  |
| 18:15             | Luis Alberto 9', 48' · Arribas 25' | Report | Bruno 36', 90+5' (pen.), 39' · Dos Santos 43' · Navarro 90+5' | Estádio: Riazor Público: 23,815 Árbitro: David Fernández Borbalán |  |

| 10 janeiro 2016 19 | Villarreal                                                       | 2–0    | Sporting Gijón        | Vilarreal                                                       |  |
| 12:00              | Bakambu 26', 51' · Bruno 53' · Ruiz 61' · Samu 79' · Soldado 87' | Report | Carmona 33' Cases 87' | Estádio: El Madrigal Público: 16,705 Árbitro: Jesús Gil Manzano |  |

| 16 janeiro 2016 20 | Villarreal                | 0–0    | Betis      | Vilarreal                                                            |  |
| 20:30              | Ruiz 24' Castillejo 90+4' | Report | Petros 79' | Estádio: El Madrigal Público: 15,402 Árbitro: José González González |  |

| 23 janeiro 2016 21 | Espanyol                                                                 | 2–2    | Villarreal                                | Cornellà de Llobregat                                                  |  |
| 18:15              | Caicedo 4' · Jordán 35' · Gerard 40', 56', 89' · Salva 79' · Álvarez 89' | Report | Trigueros 24' · Costa 56' · Musacchio 88' | Estádio: Cornellà-El Prat Público: 16,251 Árbitro: Pedro Pérez Montero |  |

| 30 janeiro 2016 22 | Villarreal                                               | 1–0    | Granada                       | Vilarreal                                             |  |
| 20:30              | Costa 8' · Bruno 55' (pen.) · Mario 85' · Castillejo 89' | Report | Rico 11' Lombán 16' Babin 54' | Estádio: El Madrigal Árbitro: Carlos del Cerro Grande |  |

| 6 fevereiro 2016 23 | Athletic Bilbao                                                 | 0–0    | Villarreal                                                   | Bilbao                                                         |  |
| 20:30               | Williams 29', 90' San José 41' Lekue 60' Merino 67' Muniain 90' | Report | Costa 27' Bakambu 40' Soldado 75' Ruiz 76' Bonera 77', 90+4' | Estádio: San Mamés Público: 41,101 Árbitro: Mario Melero López |  |

| 13 fevereiro 2016 24 | Villarreal                                | 1–0 | Málaga        | Vilarreal                                                           |  |
| 18:15                | Soldado 18' · Trigueros 77' · Bakambu 90' |     | Albentosa 34' | Estádio: El Madrigal Público: 17,142 Árbitro: Iñaki Vicandi Garrido |  |

| 21 February 2016 25   | Atlético Madrid          | 0–0    | Villarreal                | Madrid                                                                     |  |
| 20:30 CET (UTC+01:00) | Gabi 69' Filipe Luís 73' | Report | Castillejo 62' Bailly 77' | Estádio: Vicente Calderón Público: 45,323 Árbitro: Eduardo Prieto Iglesias |  |

| 28 fevereiro 2016 26 | Villarreal                                  | 3–0    | Levante                              | Vilarreal                                                                   |  |
| 12:00 (UTC+1)        | Baptistão 12' · Castillejo 30' · Adrián 48' | Report | Navarro 27', 56' Lerma 39' Verza 44' | Estádio: El Madrigal Público: 15,783 Árbitro: Alejandro Hernández Hernández |  |

| 2 março 2016 27       | Celta Vigo          | 0–0    | Villarreal                                                     | Vigo                                                            |  |
| 20:00 CET (UTC+01:00) | Díaz 51' Cabral 73' | Report | Matías Nahuel 54' Suárez 72' Bailly 73' Mario 77' Rukavina 86' | Estádio: Balaídos Público: 15,376 Árbitro: Santiago Jaime Latre |  |

| 5 março 2016 28       | Villarreal  | 0–1    | Las Palmas                           | Vilarreal                                                       |  |
| 20:30 CET (UTC+01:00) | Soldado 31' | Report | García 30' · Lemos 53' · Montoro 60' | Estádio: El Madrigal Público: 15,790 Árbitro: Carlos Clos Gómez |  |

| 13 março 2016 29      | Sevilla                                                                                         | 4–2    | Villarreal                    | Seville                                                                         |  |
| 16:00 CET (UTC+01:00) | Banega 6', 79' · Iborra 23' · Ruiz 51' (o.g.) · Konoplyanka 65' · Krohn-Dehli 74' · Reyes 90+1' | Report | Bonera 25' · Bakambu 29', 37' | Estádio: Ramón Sánchez Pizjuán Público: 35,069 Árbitro: Carlos Velasco Carballo |  |

| 20 March 2016 30      | Villarreal | 2–2    | Barcelona                                                                             | Villarreal                                                          |  |
| 16:00 CET (UTC+01:00) | Soldado 20' · Bruno 24' · Asenjo 40' · Ruiz 41' · Rukavina 43' · Bakambu 57' · Mathieu 63' (o.g.) · Pina 78' · Mario 84' · Trigueros 85' | Report | Turan 13' · Piqué 16' · Rakitić 20' · Neymar 41' (pen.) · Alba 53' · Mascherano 90+4' | Estádio: El Madrigal Público: 24,398 Árbitro: José Sánchez Martínez |  |

| 3 April 2016 31       | Eibar                                 | 1–2    | Villarreal                                                       | Eibar                                                           |  |
| 18:00 CET (UTC+01:00) | Juncà 11' · Capa 22', 50' · Mauro 90' | Report | Rukavina 12' · Adrián 35' · Soldado 50' · Bakambu 71' · Pina 78' | Estádio: Ipurua Público: 5,183 Árbitro: Carlos del Cerro Grande |  |

| 10 abril 2016 32 | Villarreal                                          | 2–0    | Getafe              | Vilarreal                                                              |  |
| 18:15 (UTC+1)    | Suárez 15' · Rukavina 26' · Bakambu 84' · Bruno 90' | Report | Cala 35' Medrán 68' | Estádio: El Madrigal Público: 17,570 Árbitro: Alberto Undiano Mallenco |  |

| 17 abril 2016 33 | Rayo Vallecano                        | 2–1    | Villarreal                                                        | Madrid                                                                 |  |
| 18:15 (UTC+1)    | Guerra 7', 57' · Amaya 68' · Miku 81' | Report | Adrián 20' · Ruiz 57' · Marín 59' · Mario 72' · Matías Nahuel 80' | Estádio: Vallecas Público: 12,628 Árbitro: Ignacio Iglesias Villanueva |  |

| 20 April 2016 34       | Real Madrid                                                        | 3–0       | Villarreal    | Madrid                                                                |  |
| 22:00 CEST (UTC+02:00) | Benzema 41' · Danilo 46' · Vázquez 69' · Modrić 76' · Casemiro 85' | Relatório | Trigueros 44' | Estádio: Santiago Bernabéu Público: 62,678 Árbitro: Carlos Clos Gómez |  |

| 24 abril 2016 35      | Villarreal                                   | 0–0                                                                                      | Real Sociedad | Villarreal                                                             |  |
| 20:30 CET (UTC+01:00) | Pina 32' Mario 69' Dos Santos 72' Adrián 90' | [www.laliga.es/directo/temporada-2015-2016/liga-bbva/35/villarreal_real-sociedad Report] | Vela 51'      | Estádio: El Madrigal Público: 17,215 Árbitro: David Fernández Borbalán |  |

| 1 May 2016 36          | Valencia  | 0–2    | Villarreal                                        | Valencia                                                           |  |
| 20:30 CEST (UTC+02:00) | Fuego 42' | Report | Samu 16' · Musacchio 23' · Adrián 33' · Rodri 43' | Estádio: Mestalla Público: 38,283 Árbitro: Carlos del Cerro Grande |  |

| 8 maio 2016 37         | Villarreal                        | 0–2    | Deportivo                          | Villarreal                                                             |  |
| 17:00 CEST (UTC+01:00) | Bonera 10' Trigueros 49' Ruiz 51' | Report | Fajr 32' · Pérez 57' · Arribas 88' | Estádio: El Madrigal Público: 12,843 Árbitro: Javier Estrada Fernández |  |

| 15 May 2016 38 | Sporting Gijón                         | 2–0    | Villarreal         | Gijón                                                                 |  |
| 19:30          | Jony 8' · Aït-Atmane 63' · Álvarez 79' | Report | Ruiz 49' Mario 90' | Estádio: El Molinón Público: 27,295 Árbitro: Alberto Undiano Mallenco |  |

### Copa del Rey

#### Round of 32
Win
      Draw
      Loss
| 3 December 2015 First leg | Huesca                                                                                               | 3–2     | Villarreal                                                      | Huesca                                                       |  |
| 21:00                     | L. Fernández 3' · Mérida 53' (pen.) · Machís 75' · Carlos David 90+2' · Cristian 90+2' · López 90+3' | Summary | Jokić 33' · Bailly 36' · Matías Nahuel 51', 90+3' · Bakambu 58' | Estádio: El Alcoraz Público: 5,000 Árbitro: Carlos Del Cerro |  |

| 17 December 2015 Second leg | Villarreal                  | 2–0     | Huesca                                      | Vilarreal                                       |  |
| 21:00                       | Trigueros 28' · Soldado 78' | Summary | Morillas 63' Carlos David 84' Aythami 90+2' | Estádio: El Madrigal Árbitro: Ricardo de Burgos |  |

### Rodada de 16
| 6 January 2016 First leg | Athletic Bilbao                         | 3–2    | Villarreal               | Bilbao                                        |  |
| 12:00                    | Williams 54' · Aduriz 68' · Laporte 81' | Report | Baptistão 16' · Samu 38' | Estádio: San Mamés Árbitro: Carlos Clos Gómez |  |

| 13 January 2016 Second leg | Villarreal | 0–1    | Athletic Bilbao | Vilarreal                                      |  |
| 20:30                      |            | Report | Williams 21'    | Estádio: El Madrigal Árbitro: Velasco Carballo |  |

### A UEFA Europa League
| 17 setembro 2015 1 | Rapid Wien                         | 2–1    | Villarreal    | Viena                                                                               |  |
| 19:00 (UTC+2)      | Schwab 50' · S. Hofmann 53' (pen.) | Report | Baptistão 45' | Estádio: Ernst-Happel-Stadion, Público: 36,200 Árbitro: Stefan Johannesson (Sweden) |  |

| 1 outubro 2015 2 | Villarreal    | 1–0    | Viktoria Plzeň | Villarreal                                                                   |  |
| 21:05 (UTC+2)    | Baptistão 54' | Report | {{{golos2}}}   | Estádio: El Madrigal Público: 17,481 Árbitro: Serdar Gözübüyük (Netherlands) |  |

| 22 outubro 2015 3 | Villarreal                                  | 4–0    | Dinamo Minsk | Villarreal                                                                   |  |
| 21:05 (UTC+2)     | Bakambu 17', 32' · Soldado 61' · Bailly 71' | Report | {{{golos2}}} | Estádio: El Madrigal Público: 14,025 Árbitro: Serdar Gözübüyük (Netherlands) |  |

| 5 novembro 2015 4 | Dinamo Minsk | 1–2    | Villarreal                                  | BarysawPredefinição:Cref2                                             |  |
| 19:00 (UTC+1)     | Vitus 69'    | Report | Soldado 72' (pen.) · Palitsevich 86' (o.g.) | Estádio: Borisov Arena Público: 4,959 Árbitro: John Beaton (Scotland) |  |

| 26 novembro 2015 5 | Villarreal  | 1–0    | Rapid Wien   | Villarreal                                                              |  |
| 21:05 (UTC+1)      | Soriano 78' | Report | {{{golos2}}} | Estádio: El Madrigal Público: 14,760 Árbitro: Paweł Raczkowski (Poland) |  |

| 10 dezembro 2015 6 | Viktoria Plzeň                             | 3–3    | Villarreal                                 | Plzeň                                                                |  |
| 19:00 (UTC+1)      | Kolář 8' (pen.) · Kovařík 65' · Hořava 90' | Report | Bakambu 40' · Jonathan 62' · Soriano 90+4' | Estádio: Doosan Arena Público: 10,071 Árbitro: Tony Chapron (France) |  |

#### Fase de eliminatórias

##### Round of 32
| 18 fevereiro 2016 First leg | Villarreal                               | 1–0    | Napoli                                  | Villarreal, Spain                                                       |  |
| 19:00                       | Suárez 82' · Musacchio 86' · Soldado 90' | Report | Valdifiori 38' Callejón 67' Insigne 83' | Estádio: El Madrigal Público: 17,686 Árbitro: Bas Nijhuis (Netherlands) |  |

| 25 fevereiro 2016 Second leg | Napoli                                     | 1–1    | Villarreal                          | Naples, Italy                                                              |  |
| 21:05                        | Hamšík 17', 25' · López 33' · Jorginho 83' | Report | Rukavina 25' · Bruno 36' · Pina 59' | Estádio: Stadio San Paolo Público: 23,928 Árbitro: Deniz Aytekin (Germany) |  |

#### Rodada de 16
| 10 março 2016 First leg | Villarreal                      | 2–0    | Bayer Leverkusen                        | Villarreal, Spain                                                                |  |
| 21:05 CET (UTC+01:00)   | Bakambu 4', 56' · Trigueros 71' | Report | Tah 14' Hernández 48' Jedvaj 76', 90+5' | Estádio: El Madrigal Público: 16,211 Árbitro: Gianluca Rocchi (Predefinição:Nfa) |  |

| 17 março 2016 Second leg | Bayer Leverkusen                           | 0–0    | Villarreal               | Leverkusen, Germany                                                 |  |
| 19:00                    | Mehmedi 42' Papadopoulos 73' Bellarabi 79' | Report | Rukavina 60' Bakambu 80' | Estádio: BayArena Público: 23,409 Árbitro: Willie Collum (Scotland) |  |

### Quartas-de-final
| 7 abril 2016 First leg | Villarreal                  | 2–1    | Sparta Prague                                       | Villarreal, Spain                                                      |  |
| 21:05 CET (UTC+01:00)  | Bakambu 3', 63' · Costa 40' | Report | Brabec 31', 45+4' · Matějovský 41' · Nhamoinesu 43' | Estádio: El Madrigal Público: 15,803 Árbitro: Ovidiu Hațegan (Romania) |  |

| 14 abril 2016 Second leg | Sparta Prague                                                                                 | 2–4    | Villarreal                                                                | Prague, Czech Republic                                     |  |
| 21:05 CET (UTC+01:00)    | Krejčí 27', 71' · Frýdek 41' · Juliš 60' · Kováč 63' · Dočkal 65' · Konaté 77' · Lafata 90+1' | Report | Bakambu 5', 49' · Soldado 35' · Castillejo 43', 78' · Lafata 45+1' (o.g.) | Estádio: Generali Arena Árbitro: Martin Atkinson (England) |  |

### Semifinais
| 28 abril 2016 First leg | Villarreal               | 1–0    | Liverpool    | Villarreal, Spain                                                      |  |
| 21:05 CET (UTC+01:00)   | Costa 60' · Adrián 90+2' | Report | {{{golos2}}} | Estádio: El Madrigal Público: 21,606 Árbitro: Damir Skomina (Slovenia) |  |

| 5 maio 2016 Second leg | Liverpool                                                 | 3–0         | Villarreal                                         | Liverpool, England                                |  |
| 21:05 CET (UTC+01:00)  | Bruno 7' (o.g.) · Clyne 35' · Sturridge 63' · Lallana 81' | UEFA Report | Ruiz Predefinição:Sentoff Soldado 40' Suárez 90+4' | Estádio: Anfield Árbitro: Viktor Kassai (Hungary) |  |